# Das Christ-Elflein
Das Christ-Elflein ist eine Weihnachtsoper von Hans Pfitzner. Die Originaldichtung stammt von Ilse von Stach.

## Gliederung

### Erster Akt
Ouvertüre
1. Sie schlafen alle (Elflein, Tannengreis)
2. Krank, was mag das sein (Elflein)
3. Ich schreite durch den Schnee einher (Knecht Ruprecht)
4. Du holdes Puppenangesicht (Knecht Ruprecht, Franz, Jochen, Christkindchen, Elflein, Tannengreis)
5. Nun woll’n wir einmal sehen (Tannengreis)
6. Reigen (Tannenjunker und -jungfrauen, Tannengreis, Elflein, Chor der Engel)

### Zweiter Akt
Einleitung
1. Wo ist der Baum? (Gumpach, Frieder, Franz)
2. Melodram (Frieder, Trautchen)
3. O komm’ in unsre Mitte (Die Dorfkinder)
4. Als Christ der Herr verkläret war (Knecht Ruprecht)
5. Zwischenspiel
6. Bei wem das Christkindchen heut kehrt ein (Christkindchen, Frieder, Elflein, Tannengreis)
7. Christkindchen tut läuten (Christkindchen, Knecht Ruprecht, Elflein, Trautchen, Frieder)
8. Heilig, heilig, heilig ist der Herr (Chor der Engel, Tannengreis)

Die einzelnen musikalischen Nummern sind durch Dialoge miteinander verbunden.
Die Aufführungsdauer beträgt ungefähr 2 Stunden.

## Handlung

### 1. Akt, Winterwald
Das Elflein lebt frei und glücklich im Wald. Von dem brummigen Tannengreis will es wissen, was Weihnachtsglocken und -gesang bedeuten, doch dieser warnt es nur vor den Menschen. Nur den Frieder kann er leiden, weil er die Natur liebt und nicht so „wetterwend’sch wie seine Menschenbrüder“ ist. Doch der durch den Wald kommende Frieder hat keine Zeit für die Fragen des Elfleins. Er muss einen Arzt holen für seine kranke Schwester Trautchen.
Franz und Jochen, die Knechte des Herrn von Gumpach, kommen in den Wald, um einen Weihnachtsbaum zu holen. Dabei begegnen sie Knecht Ruprecht, den sie zunächst für einen Spielzeughändler, dann für einen Hexenmeister halten und mit dem sie sich schließlich prügeln.
Das Christkindchen erscheint und verkündet, dass es in diesem Jahr selbst dem Trautchen den Weihnachtsbaum bringen wird. Das Elflein ist von der Erscheinung des Christkindes fasziniert. Die Warnung des Tannengreises und ein Reigen der Tannenjunker und -jungfrauen, den der Tannengreis eigens für das Elflein tanzen lässt, können es nicht abhalten: Als Engel die Heilige Nacht ankünden, geht es mit dem Christkindchen zu den Menschen.

### 2. Akt, Weihnachtsstube im Hause Gumpach
Herr von Gumpach schilt seine Knechte, die ohne einen Weihnachtsbaum aus dem Wald zurückgekehrt sind. Ihren Beteuerungen, das „leibhaftige Christkindchen“ gesehen zu haben, mag er keinen Glauben schenken. Auch Frieder spottet nur. Er versteckt den Tannengreis, der gekommen ist, um sein Elflein zu suchen, hinter dem Ofen.
Das kranke Trautchen wird hereingetragen. Knecht Ruprecht kommt und beschert die Kinder. Er erklärt auch, wie die Tanne zum Weihnachtsbaum geworden ist.
Da erscheint das Christkind mit dem Elflein. Es bringt nicht nur den Weihnachtsbaum, sondern hat auch den Auftrag, das kranke Trautchen in den Himmel zu holen. Das Elflein aber hat Mitleid und bietet sich an, anstatt Trautchens mit in den Himmel zu gehen.
Das Christkindchen willigt ein: Das Elflein bekommt ein Seelchen und darf jedes Jahr zu Weihnachten als Christ-Elflein zurück auf die Erde hinabsteigen.
Trautchen wird gesund, Frieder findet zu seinem Glauben zurück, und auch der Tannengreis wird mit den Menschen versöhnt. Unter Engelsgesang zieht das Elflein in den Himmel ein.

## Orchesterbesetzung
- 2 fl (2. auch picc), 2 ob (2. auch eh), 2 kl, 2 fg
- 2 hrn, 1 tp
- 1 hrf
- pkn, dr (grtr, bck, kltr, trgl, tt, tamb, Glöckchen in c2, e2, g2 u. e3)
- str (möglichst stark besetzt)

## Entstehungs- und Wirkungsgeschichte

### Erste Fassung – Die Schauspielmusik von 1906
Seit etwa 1901 trug Hans Pfitzner sich mit dem Gedanken, das Weihnachtsmärchen Ilse von Stachs, die zu seinem Berliner Freundeskreis gehörte, zu vertonen. Dieser Plan kam allerdings erst fünf Jahre später zur Ausführung.
Die erste Fassung, die im Sommer 1906 bereits bis auf die Instrumentation fertig war, ist als Schauspielmusik konzipiert und besteht in der Hauptsache aus Melodramen und liedhaften Abschnitten. Ihre Uraufführung fand am 11. Dezember 1906 an der Münchner Hofoper unter der Leitung von Felix Mottl statt, nachdem bereits am 23. November 1906 eine erste Aufführung der Ouvertüre in Berlin unter Emil Nikolaus von Reznicek erfolgt war.
In dieser Fassung fand Das Christ-Elflein wenig Erfolg, was vor allem dem Textbuch Ilse von Stachs zugeschrieben wurde. Der Dirigent Bruno Walter, einer von Pfitzners engsten Freunden der frühen Jahre, äußerte sich in einem Brief an den Komponisten: „Es gibt kein so kindisches Kind und keinen so eidechsenartigen Mann, der diesem Märchen das geringste abgewinnen könnte. Entzückende, echt Pfitznersche Einfälle sind in der Musik, aber da Du als wahrer Mensch und Dramatiker sie für das Märchen geschrieben hast und es zu den musikalischen Kombinationen und Entwicklungen nicht kommen konnte, so hat dieses mal die Lernäische Schlange den Herkules umgebracht.“

### Zweite Fassung – Die Spieloper von 1917
Der Misserfolg der ersten Fassung bewog Hans Pfitzner zu einer Umarbeitung, mit der er im Sommer 1917, unmittelbar nach der erfolgreichen Premiere von Palestrina, begann. Er wählte nunmehr die Form der Spieloper, wandelte die überwiegend melodramatischen Partien in Gesangspartien um und überarbeitete den Text des Märchens, den er wesentlich kürzte und den Bedürfnissen der neuen Form anpasste. In dieser Fassung gelangte Das Christ-Elflein am 11. Dezember 1917 an der Dresdner Hofoper unter der Leitung von Fritz Reiner und mit Grete Merrem-Nikisch in der Titelrolle zur erfolgreichen Uraufführung. Die weiteren Partien waren prominent mit  Elisabeth Rethberg (Christkind), Georg Zottmayr (Tannengreis), Richard Tauber (Frieder) und Ludwig Ermold  (Knecht Ruprecht) besetzt.
Zahlreiche Kollegen bescheinigten Pfitzner nun auch die kompositorischen Qualitäten des Werkes. So schätzte etwa der Dirigent Otto Klemperer die „reizende“ Musik und ganz besonders die „bezaubernde Ouvertüre“ der Oper.

### Wirkung 1917 bis 1945
Der Erfolg der zweiten Fassung von 1917 etablierte das Werk als regelmäßigen Bestandteil der Spielpläne deutscher Bühnen in den Jahren bis zum Zweiten Weltkrieg. Es folgten zahlreiche Inszenierungen; Pfitzner selbst dirigierte das Werk u. a. 1933 in Berlin und 1938 an der Wiener Volksoper.
Im Dritten Reich schließlich stand das Werk wegen seiner religiösen Thematik durchaus in der Kritik. So versuchte der sächsische Reichsstatthalter Martin Mutschmann anlässlich einer für 1941 in Dresden geplanten Aufführung das Werk wegen „religiöser Propaganda“ zu verbieten. Der Generalgouverneur Polens Hans Frank hingegen, persönlicher Freund und Bewunderer Pfitzners, ließ es noch 1944 im Krakauer „Staatstheater des Generalgouvernements“ unter Leitung von Friedrichfranz Stampe im Beisein des Komponisten aufführen.

### Wirkung 1945 bis 1999
Das Ende des Zweiten Weltkriegs unterbrach die Rezeption des Werkes. Pfitzner, der sich verbittert zu antisemitischen Äußerungen verstiegen hatte, galt nunmehr als Unperson, deren Musik man sich nur noch selten aufzuführen getraute. Am 25. Dezember 1955 war eine Studioproduktion des NWDR im deutschen Fernsehen zu sehen (Leitung: Wilhelm Schüchter, mit Anneliese Rothenberger als Elflein). Aufführungen wie 1952/53 am Theater an der Wien unter Rudolf Moralts Leitung (Elflein: Wilma Lipp, Tannengreis: Herbert Alsen, Knecht Ruprecht: Ludwig Weber) blieben die Ausnahme; auch eine ebenso hochkarätig besetzte Schallplattenaufnahme des Bayerischen Rundfunks im Jahr 1979 (Leitung: Kurt Eichhorn, Elflein: Helen Donath) konnte das Werk nicht für die Spielpläne zurückgewinnen.

### Wirkung 1999 bis heute
Mit der seit Ende der 1990er-Jahre einsetzenden differenzierteren Betrachtung der Biografie Pfitzners und der Rückbesinnung auf seine hohen kompositorischen Qualitäten gingen schließlich auch erste Wiederaufführungen des Christ-Elfleins einher.
Zuerst brachte das Theater Freiberg 2000 Das Christ-Elflein in einer über zwei Spielzeiten erfolgreichen Inszenierung (Leitung: Christoph Sandmann, Regie: Ingolf Huhn) heraus. 2003 wurde Das Christ-Elflein erstmals wieder in Berlin produziert, als Projekt von Studenten der Hochschule für Musik „Hanns Eisler“ Berlin (Leitung: Ulrich Metzger, Shi Yeon Sung, Frank Markowitsch; Regie: Matthias Ehm und Franziska Bill).
Einer konzertanten Aufführung mit dem Münchner Rundfunkorchester unter der Leitung von Claus Peter Flor im Dezember 2004 folgte eine CD-Neueinspielung bei cpo. Weihnachten 2006 erklang Das Christ-Elflein konzertant im Rahmen mehrerer Aufführungen des Staatstheaters Darmstadt unter Stefan Blunier, 2008 als Produktion mit Studenten der Hochschule für Musik und Theater Hamburg unter der Leitung von Jan Eßinger (Regie) und René Gulikers (Dirigat).
Zeitgleich mit dem Wiedereinzug des Christ-Elfleins in die Spielpläne deutscher Bühnen etablierte sich auch die Ouvertüre wieder als fester Bestandteil zahlreicher Weihnachtskonzerte.

## Aufnahmen/Tonträger (Auswahl)
- Ouvertüre. Orchester der Staatsoper Berlin, Ltg.: Hans Pfitzner. Deutsche Grammophon 1927. Wiederveröffentlichung auf CD: Hans Pfitzner spielt & dirigiert (Composers in Person).  EMI-Records 1994
- Das Christ-Elflein (Gesamtaufnahme mit Dialogen – Rundfunkorchester Hamburg, Ltg: Wilhelm Schüchter, mit Anneliese Rothenberger als Christ-Elflein), Nordwestdeutscher Rundfunk 1955 (Soundtrack einer Fernsehproduktion)
- Das Christ-Elflein (Gesamtaufnahme mit Erzähltexten von Alois Fink – Münchner Rundfunkorchester, Ltg: Kurt Eichhorn, mit Helen Donath als Christ-Elflein und Alexander Malta als Tannengreis), Orfeo 1979/1990
- Das Christ-Elflein (Gesamtaufnahme mit Erzähltexten von Alois Fink – Münchner Rundfunkorchester, Ltg: Claus Peter Flor, mit Marlis Petersen als Christ-Elflein), cpo 2004